# Jackie DeShannon
Jackie DeShannon (ur. 21 sierpnia 1941 w Hazelu) – amerykańska piosenkarka popowa. Jedna z pierwszych piosenkarek ery rock and rolla.

## Kariera
Urodziła się w umuzykalnionej rodzinie. Kiedy miała sześć lat, zadebiutowała z występem na antenie lokalnej stacji radiowej. W wieku 11 lat prowadziła własny program radiowy. Po serii przeprowadzek – najpierw do Aurory, a później do Batvii, zaczęła nagrywać piosenki pod pseudonimami: Sherry Lee, Jackie Dee, Jackie Shannon. Wtedy zwróciła na siebie uwagę Eddiego Cochrana, który zaproponował jej wyjazd do Kalifornii. Tam poznała Sharon Sheeley, z którą pisała piosenki innym wykonawcom.
W 1960 podpisała kontrakt z Liberty Records. W tym okresie jej single nie osiągały dużego sukcesu komercjalnego. W 1964 występowała jako support przed koncertami The Beatles w trakcie trasy koncertowej zespołu po Stanach Zjednoczonych. Po przeprowadzce do Nowego Jorku w 1965 nagrała jeden ze swoich największych hitów – „What the World Needs Now Is Love”, z którym dotarła do pierwszego miejsca na kanadyjskiej liście przebojów i do siódmego miejsca w amerykańskim notowaniu Billboard 100.

## Życie prywatne
DeShannon wyszła za mąż dwukrotnie: najpierw za Irvinga Daina, następnie za Randy'ego Edelmana. Była też łączona z Jimmym Page'em.

## Dyskografia
- Jackie DeShannon (1963)
- Breakin' It Up on the Beatles Tour (1964)
- Don't Turn Your Back on Me (1964)
- Surf Party (1964) (soundtrack)
- This Is Jackie DeShannon (1965)
- Jackie: In the Wind (1965)
- You Won't Forget Me (1965)
- C'Mon Let's Live a Little (1966) (soundtrack)
- Are You Ready for This? (1967)
- New Image (1967)
- For You (1967)
- Me About You (1968)
- What the World Needs Now Is Love (1968)
- Lonely Girl (1968)
- Great Performances (1968)
- Laurel Canyon (1969)
- Put a Little Love in Your Heart - album (1969)
- To Be Free (1970)
- Songs (1971)
- Jackie (1972)
- Your Baby Is a Lady (1974)
- New Arrangement (1975)
- The Very Best of Jackie DeShannon (1975)
- You're the Only Dancer (1977)
- Quick Touches (1978)
- Together (1980) (soundtrack)
- Pop Princess (1981)
- Jackie DeShannon (1985)
- What the World Needs Now Is ...: The Definitive Collection (1987)
- Good as Gold! (1990)
- The Best of Jackie DeShannon (1991)
- Trouble With Jackie Dee (1991)
- The Early Years (1998)
- Come and Get Me: Best of 1958-1980 (2000)
- You Know Me (2000)
- High Coinage: The Songwriters Collection 1960-1984(2007)
- You Won't Forget Me: The Complete Liberty Singles (Volume One) (2009)